# 2 tháng 9
Ngày 2 tháng 9 là ngày thứ 245 trong mỗi năm thường (ngày thứ 246 trong mỗi năm nhuận). Còn 120 ngày nữa trong năm.

## Sự kiện
- 47 TCN – Pharaoh Cleopatra VII tuyên bố con trai bà, Caesarion, là đồng quân chủ của triều đại Ptolemaios
- 31 TCN – Quân lính ủng hộ Octavianus đánh bại lực lượng của Marcus Antonius và Cleopatra trong Hải chiến Actium trên vùng biển Ionia ngoài khơi Hy Lạp.
- 1192 – Quốc vương Richard I của Anh và Sultan Ayyub Saladin ký kết hiệp ước Jaffa, kết thúc Cuộc thập tự chinh thứ ba.
- 1666 – Một ngọn lửa bắt đầu từ đường Pudding Lane ở Luân Đôn gây ra trận đại hỏa hoạn, đốt cháy thành phố trong ba ngày.
- 1752 – Anh Quốc chấp thuận sử dụng Lịch Gregory, tại đây sau ngày 2 tháng 9 là ngày 14 tháng 9.
- 1864 – Nội chiến Mỹ: Quân đội Liên bang tiến vào Atlanta, một ngày sau khi quân Liên minh chạy khỏi thành phố, kết thúc Chiến dịch Atlanta.
- 1870 – Chiến tranh Pháp-Phổ: Quân Phổ bắt giữ Napoléon III và 100.000 binh sĩ làm tù binh trong Trận Sedan.
- 1939 – Chiến tranh thế giới thứ hai: Sau khi bắt đầu tiến công Ba Lan vào hôm trước, Đức Quốc xã sáp nhập Thành phố tự do Danzig (nay là Gdańsk, Ba Lan).
- 1945 – Bộ trưởng Ngoại giao Nhật Bản Mamoru Shigemitsu ký vào văn kiện thư đầu hàng Đồng Minh trên boong tàu USS Missouri đậu trên Vịnh Tokyo, kết thúc chiến tranh thế giới thứ hai.
- 1945 – Chủ tịch Hồ Chí Minh đọc Tuyên ngôn độc lập tại Quảng trường Ba Đình, Hà Nội, khai sinh ra nước Việt Nam Dân chủ Cộng hòa (sau là Cộng hòa xã hội chủ nghĩa Việt Nam).
- 1946 - Bộ tem Chủ tịch Hồ Chí Minh đầu tiên cũng chính là bộ tem đầu tiên của nước Việt Nam dân chủ cộng hòa phát hành năm 1946 để kỷ niệm một năm ngày Cách mạng Tháng Tám thành công và Ngày Quốc khánh (Việt Nam)
- 1957 – Ngô Đình Diệm thăm chính thức Australia, chuyến thăm kéo dài đến ngày 9/9/1957. Đây là một phần chuyến công du đến các nước chống Cộng sản của ông Diệm.
- 1958 – Đài truyền hình Bắc Kinh chính thức bắt đầu phát sóng, tiền thân của Đài truyền hình trung ương Trung Quốc (CCTV).
- 1990 – Transnistria đơn phương tuyên bố là một nước Cộng hòa thuộc Liên Xô; Tổng thống Liên Xô Mikhail Gorbachyov tuyên bố rằng quyết định này vô hiệu.
- 1990 – Công ước về Quyền trẻ em có hiệu lực.
- 1998 – Chuyến bay 111 của hãng Swissair, trên đường từ Thành phố New York đến Genève, rơi xuống Đại Tây Dương, khiến 229 người trên máy bay thiệt mạng.
- 2008 – Trình duyệt web miễn phí Google Chrome được phát hành lần đầu tiên.

## Sinh
- 1853 – Wilhelm Ostwald, nhà hóa học người Nga-Đức, đoạt giải Nobel (m. 1932)
- 1877 – Frederick Soddy, nhá hóa học người Anh Quốc, đoạt giải Nobel (m. 1956)
- 1878 – Werner von Blomberg, nguyên soái người Đức (m. 1946)
- 1879 – An Jung-geun, nhà hoạt động, sát thủ người Đại Hàn (m. 1910)
- 1892 – Tô Bính Văn, tướng lĩnh người Trung Quốc (m. 1975)
- 1912 – Xuân Thủy, chính trị gia người Việt Nam (m. 1985)
- 1913 – Bill Shankly, cầu thủ bóng đá và nhà quản lý người Anh Quốc (m. 1981)
- 1913 – Chu Thiên, nhà văn, nhà phê bình người Việt Nam (m. 1992)
- 1924 – Daniel arap Moi, nhà sư phạm và chính trị gia người Kenya, Tổng thống Kenya
- 1931 – Đặng Xuân Kỳ, triết gia người Việt Nam (m. 2010)
- 1933 – Nguyễn Khánh Dư, đạo diễn, nhà quay phim người Việt Nam (m. 2007)
- 1946 – Billy Preston, ca sĩ, nghệ sĩ dương cầm, Diễn viên người Mỹ (m. 2006)
- 1949 – Phạm Quang Nghị, chính trị gia người Việt Nam
- 1950 – Nguyên Hoa, Diễn viên, võ sư người Trung Quốc
- 1952 – Lê Công, võ sư người Việt Nam.
- 1952 – Jimmy Connors, vận động viên và huấn luyện viên quần vợt, bình luận viên người Mỹ
- 1953 – Ahmed Shah Masoud, sĩ quan và chính trị gia người Afghanistan (m. 2001)
- 1961 – Hoàng Thu Sinh, Diễn viên người Hồng Kông
- 1961 – Carlos Valderrama, cựu cầu thủ bóng đá người Colombia
- 1964 – Keanu Reeves, Diễn viên người Liban-Canada
- 1966 – Salma Hayek, Diễn viên, đạo diễn, nhà sản xuất người Mexico-Mỹ
- 1968 – Hoàng Văn Nghiệm, Chủ tịch Hội đồng nhân dân tỉnh Lạng Sơn.
- 1976 – Đặng Quốc Khánh, Bộ trưởng Bộ Tài nguyên và Môi trường Việt Nam.
- 1977 – Frédéric Kanouté, cầu thủ bóng đá người Mali
- 1979 – Ngô Trác Hi, Diễn viên và ca sĩ người Hồng Kông
- 1987 – Tim, nam ca sĩ người Việt Nam
- 1988 – Javi Martínez, cầu thủ bóng đá người Tây Ban Nha
- 1989 – Zedd, DJ và nhà sản xuất âm nhạc người Nga-Đức
- 1989 – Alexandre Pato, cầu thủ bóng đá người Brasil
- 1996 – Jeong Seongha, nghệ sĩ guitar người Hàn Quốc
- 1999 – Lý Lan Địch, nữ diễn viên người Trung Quốc

## Mất
- 421 – Constantius III, hoàng đế của đế quốc La Mã
- 1332 – Đồ Thiếp Mục Nhĩ, tức Văn Tông, hoàng đế triều Nguyên, đại khả hãn của đế quốc Mông Cổ, tức ngày Kỉ Dậu (12) tháng 8 năm Nhâm Thân (s. 1304)
- 1820 – Ái Tân Giác La Ngung Diễm, tức Gia Khánh Đế, hoàng đế của triều Thanh, tức ngày Kỉ Mão (15) tháng 7 năm Canh Thìn (s. 1760)
- 1834 – Thomas Telford, kỹ sư và kiến trúc sư người Anh Quốc (s. 1757)
- 1863 – Nguyễn Phúc Miên Khoan, tước phong Lạc Biên Quận công, hoàng tử con vua Minh Mạng (s. 1826).
- 1865 – William Rowan Hamilton, nhà vật lý học, thiên văn họa và toán học người Anh Quốc (s. 1805)
- 1937 – Pierre de Coubertin, sử gia và nhà sư phạm người Pháp, thành lập Ủy ban Olympic Quốc tế (s. 1863)
- 1969 − Hồ Chí Minh, chính trị gia người Việt Nam, lãnh tụ Đảng Cộng sản Việt Nam, Chủ tịch nước Việt Nam Dân chủ Cộng hòa (s. 1890)
- 1973 – J. R. R. Tolkien, nhà ngữ văn và thi nhân người Nam Phi-Anh Quốc (s. 1892)
- 1991 – Alfonso García Robles, chính trị gia người Mexico, đoạt giải Nobel (s. 1911)
- 1992 – Barbara McClintock, nhà di truyền học người Mỹ, đoạt giải Nobel (s. 1902)
- 1998 – Vinh Sơn Phạm Văn Dụ, giám mục người Việt Nam (s. 1922)
- 2013 – Ronald Coase, nhà kinh tế học người Anh Quốc-Mỹ, đoạt giải Nobel (s. 1910)

## Ngày lễ và kỷ niệm
- Việt Nam − Ngày quốc khánh
- Sealand − Ngày quốc khánh
- Transnistria − Ngày quốc khánh